# Ncuti Gatwa
Mizero Ncuti Gatwa (Kigali, 15 oktober 1992) is een Rwandees-Schotse acteur. Gatwa is vooral bekend als Eric Effiong uit de Netflix-serie Sex Education. In mei 2022 werd bekend dat Gatwa de vijftiende Doctor, een Time Lord, zou worden in de langlopende Britse sciencefictionserie Doctor Who..
Op 9 december 2023 werd de eerste Doctor Who aflevering met Gatwa uitgezonden: The Giggle.